# Васильев, Сергей Павлович (Герой Советского Союза)
Серге́й Па́влович Васи́льев (1921—1944) — сержант Рабоче-крестьянской Красной Армии, участник Великой Отечественной войны, Герой Советского Союза (1945).

## Биография
Сергей Васильев родился в 1921 году в станице Невинномысская (ныне — город Невинномысск в Ставропольском крае). Получил неполное среднее образование. В 1941 году Васильев был призван на службу в Рабоче-крестьянскую Красную Армию. С 1942 года — на фронтах Великой Отечественной войны. К весне 1944 года сержант Сергей Васильев командовал орудием 2-й батареи истребительно-противотанкового артиллерийского полка 2-го Украинского фронта. Отличился во время боёв на Правобережной Украине.
В одном из боёв Васильев участвовал в отражении ряда немецких танковых атак. Когда весь его расчёт выбыл из строя, а орудие было уничтожено, Васильев обвязал себя гранатами и бросился под вражеский танк, ценой своей жизни уничтожив его.
Указом Президиума Верховного Совета СССР от 28 апреля 1945 года сержант Сергей Васильев посмертно был удостоен высокого звания Героя Советского Союза. Также был награждён орденами Ленина и Славы 3-й степени.